# Operador de Reynolds
En la dinámica de fluidos y en la teoría de invariantes, un operador de Reynolds es un operador matemático dado al promediar algo sobre una acción de grupo, satisfaciendo un conjunto de propiedades llamadas reglas de Reynolds.  En dinámica de fluidos, los operadores de Reynolds se encuentran a menudo en modelos de flujos turbulentos, particularmente en las ecuaciones de Navier-Stokes promediadas por Reynolds, donde el promedio se toma típicamente sobre el flujo de fluido bajo el grupo de traslaciones temporales. En la teoría de invariantes, el promedio se suele tomar sobre un grupo compacto o un grupo algebraico reductor que actúa sobre un álgebra conmutativa, como un anillo de polinomios.  Los operadores de Reynolds fueron introducidos en la dinámica de fluidos por y bautizados por.

## Definición
Los operadores de Reynolds se utilizan en dinámica de fluidos, análisis funcional y teoría de invariantes, y la notación y definiciones en estas áreas difieren ligeramente.  Un operador de Reynolds que actúa sobre φ se denota a veces por {\displaystyle R(\phi ),P(\phi ),\rho (\phi ),\langle \phi \rangle } o {\displaystyle {\overline {\phi }}}. 
Los operadores de Reynolds suelen ser operadores lineales que actúan sobre algún álgebra de funciones, satisfaciendo la identidad
{\displaystyle R(R(\phi )\psi )=R(\phi )R(\psi )\quad {\text{ for all }}\phi ,\psi }
y a veces algunas otras condiciones, como la conmutación con varias acciones de grupo.

### Teoría invariante
En teoría invariante, un operador de Reynolds R suele ser un operador lineal que satisface
{\displaystyle R(R(\phi )\psi )=R(\phi )R(\psi )\quad {\text{ para todo }}\phi ,\psi }
y
{\displaystyle R(1)=1}
Juntas, estas condiciones implican que R es idempotente: R2 = R. El operador de Reynolds también suele conmutar con alguna acción de grupo, y proyectarse sobre los elementos invariantes de esta acción de grupo.

### Análisis funcional
En análisis funcional un operador de Reynolds es un operador lineal R actuando sobre algún álgebra de funciones φ, satisfaciendo la identidad de Reynolds
{\textstyle R(\phi \psi )=R(\phi )R(\psi )+R\left(\left(\phi -R(\phi )\right)\left(\psi -R(\psi )\right)\right)\quad {\text{ for all }}\phi ,\psi }

El operador R se llama operador de promedio si es lineal y satisface
{\displaystyle R(R(\phi )\psi )=R(\phi )R(\psi )\quad {\text{ para todo }}\phi ,\psi }
Si R(R(φ)) = R(φ) para todo φ entonces R es un operador promediador si y sólo si es un operador de Reynolds. A veces se añade la condición R(R(φ)) = R(φ) a la definición de los operadores de Reynolds.

### Dinámica de fluidos
Sean {\displaystyle \phi } y {\displaystyle \psi } dos variables aleatorias, y {\displaystyle a} una constante arbitraria.  Entonces las propiedades satisfechas por los operadores de Reynolds, para un operador {\displaystyle \langle \rangle ,} incluyen la linealidad y la propiedad de promediación:
{\displaystyle \langle \phi +\psi \rangle =\langle \phi \rangle +\langle \psi \rangle ,\,}
{\displaystyle \langle a\phi \rangle =a\langle \phi \rangle ,\,}
{\displaystyle \langle \langle \phi \rangle \psi \rangle =\langle \phi \rangle \langle \psi \rangle ,\,} which implies {\displaystyle \langle \langle \phi \rangle \rangle =\langle \phi \rangle .\,}
Además, a menudo se supone que el operador de Reynolds conmuta con traslaciones espaciales y temporales:
{\displaystyle \left\langle {\frac {\partial \phi }{\partial t}}\right\rangle ={\frac {\partial \langle \phi \rangle }{\partial t}},\qquad \left\langle {\frac {\partial \phi }{\partial x}}\right\rangle ={\frac {\partial \langle \phi \rangle }{\partial x}},}
Cualquier operador que satisfaga estas propiedades es un operador de Reynolds.
{\displaystyle \left\langle \int \phi ({\boldsymbol {x}},t)\,d{\boldsymbol {x}}\,dt\right\rangle =\int \langle \phi ({\boldsymbol {x}},t)\rangle \,d{\boldsymbol {x}}\,dt.}

## Ejemplos
Los operadores de Reynolds se dan a menudo proyectando sobre un subespacio invariante de una acción de grupo.
- El "operador de Reynolds" considerado por Reynolds (1895) era esencialmente la proyección de un flujo de fluido al flujo de fluido "promedio", que puede pensarse como proyección a flujos invariantes en el tiempo. Aquí la acción del grupo viene dada por la acción del grupo de las traslaciones temporales.
- Supongamos que G es un grupo algebraico reductor o un compacto grupo, y V es una representación finito-dimensional de G. Entonces G también actúa sobre el álgebra simétrica SV de polinomios.  El operador de Reynolds R es la proyección invariante de G desde SV al subring SVG de elementos fijados por G.